# Hansjörg Aemisegger
Hansjörg Aemisegger (Winterthur, 18 de fevereiro de 1952) é um ex-ciclista suíço. Venceu a edição de 1979 do Campeonato da Suíça de Ciclismo em Estrada. Competiu na prova de estrada individual nos Jogos Olímpicos de Verão de 1976 em Montreal, mas não terminou.